# Le Premier Baiser du soleil
Le Premier Baiser du soleil est une huile sur toile du peintre français Jean-Léon Gérôme. La peinture est réalisée en 1886. Elle est présentée au Salon des artistes français de Paris de cette même année sous la référence 1043. Elle appartient à un collectionneur privé qui l'a acheté lors d'une vente chez Christie's à New York en 2003 pour 315 000 £. Elle mesure 54 × 100,4 cm.

## Description
Le Premier Baiser du soleil représente les pyramides de Gizeh sous la lumière du soleil levant. La vue est dirigée vers l'ouest, car le soleil levant illumine les premières pyramides mais pas les pyramides les plus lointaines, ce qui contraste avec le premier plan détaillé. La tête du Sphinx est à peine visible dans la plaine au milieu.
Au premier plan, on trouve un campement de tentes avec un troupeau de chameaux couchés près d’un point d’eau. La végétation y est peu abondante avec seulement quelques arbres et de l'herbe.
L'œuvre est signée J. L. Gerome en bas à droite au milieu des touffes d'herbes.

## Historique
Gérôme a parfaitement représenté les couleurs de ce lever de soleil. En effet, Robert Isaacson, l’un des précédents propriétaires, s’est rendu au Caire et a vu que la lumière du soleil joue avec les particules de sable dans l’air et provoque ce phénomène naturel formant cette division visible dans le ciel.
Robert Isaacson achète la toile en 1962 pour 600 $.
Une étude à l'huile des pyramides et de quelques-unes des études des palmiers sont vendues par Sotheby's Parke-Bernet, en 1978.
Gerald Ackerman qualifie la toile comme « … le plus magnifiquement composé et peint des paysages de Gérôme ».
Gérôme a exécuté de nombreux paysages d'Égypte avec des chameaux.

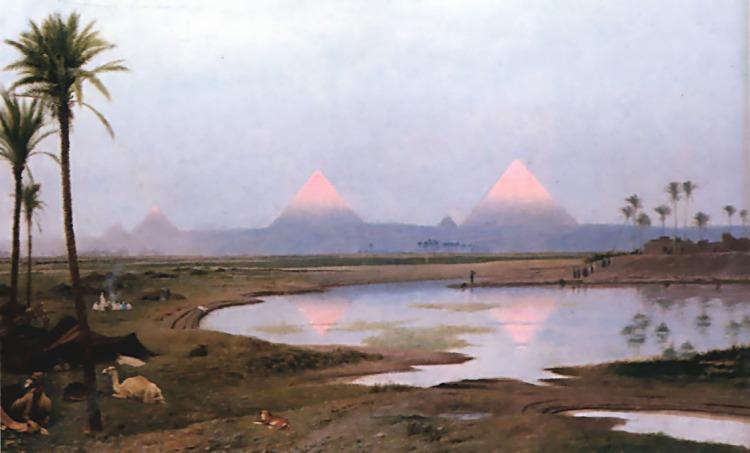
Les Pyramides.
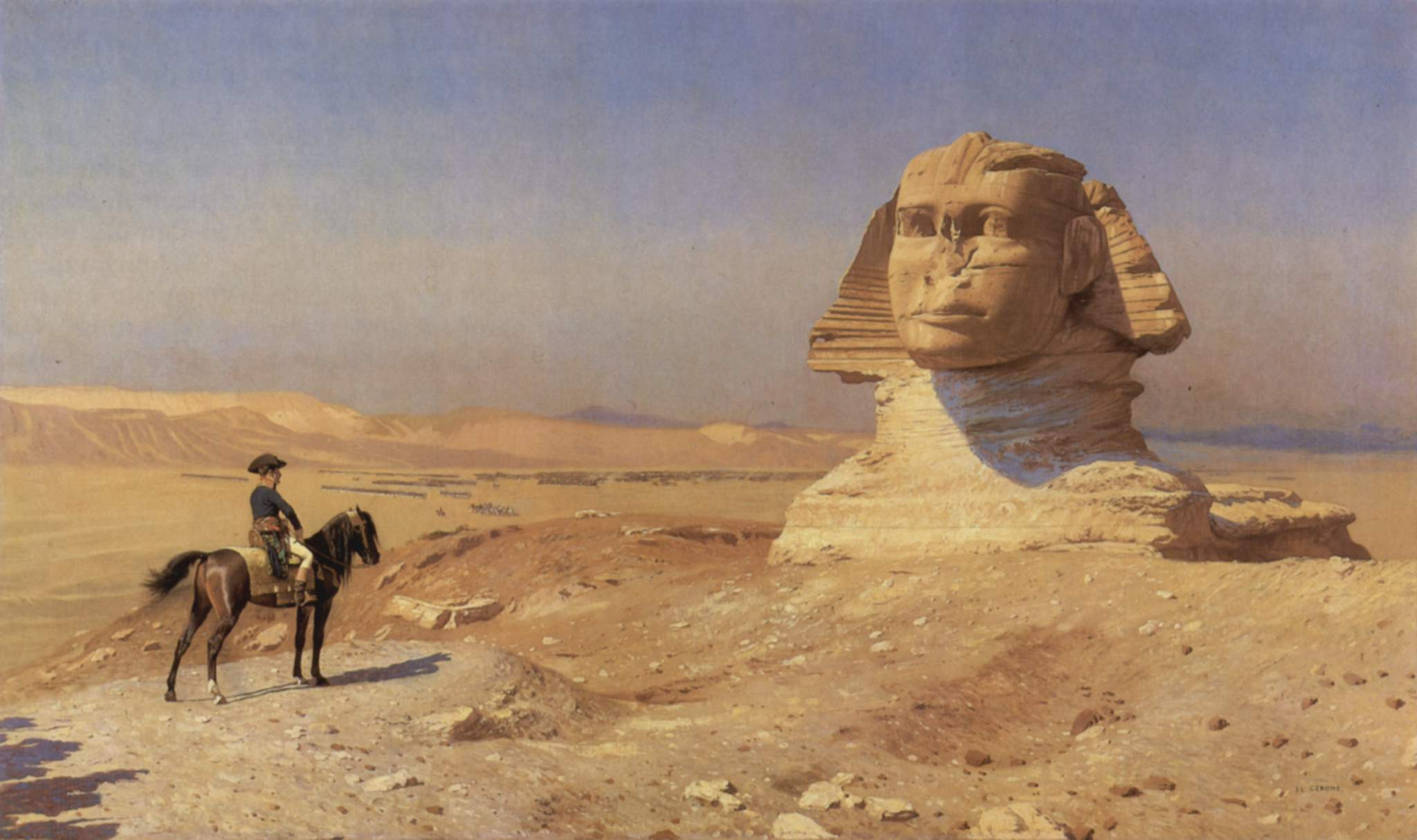
Bonaparte devant le Sphinx.
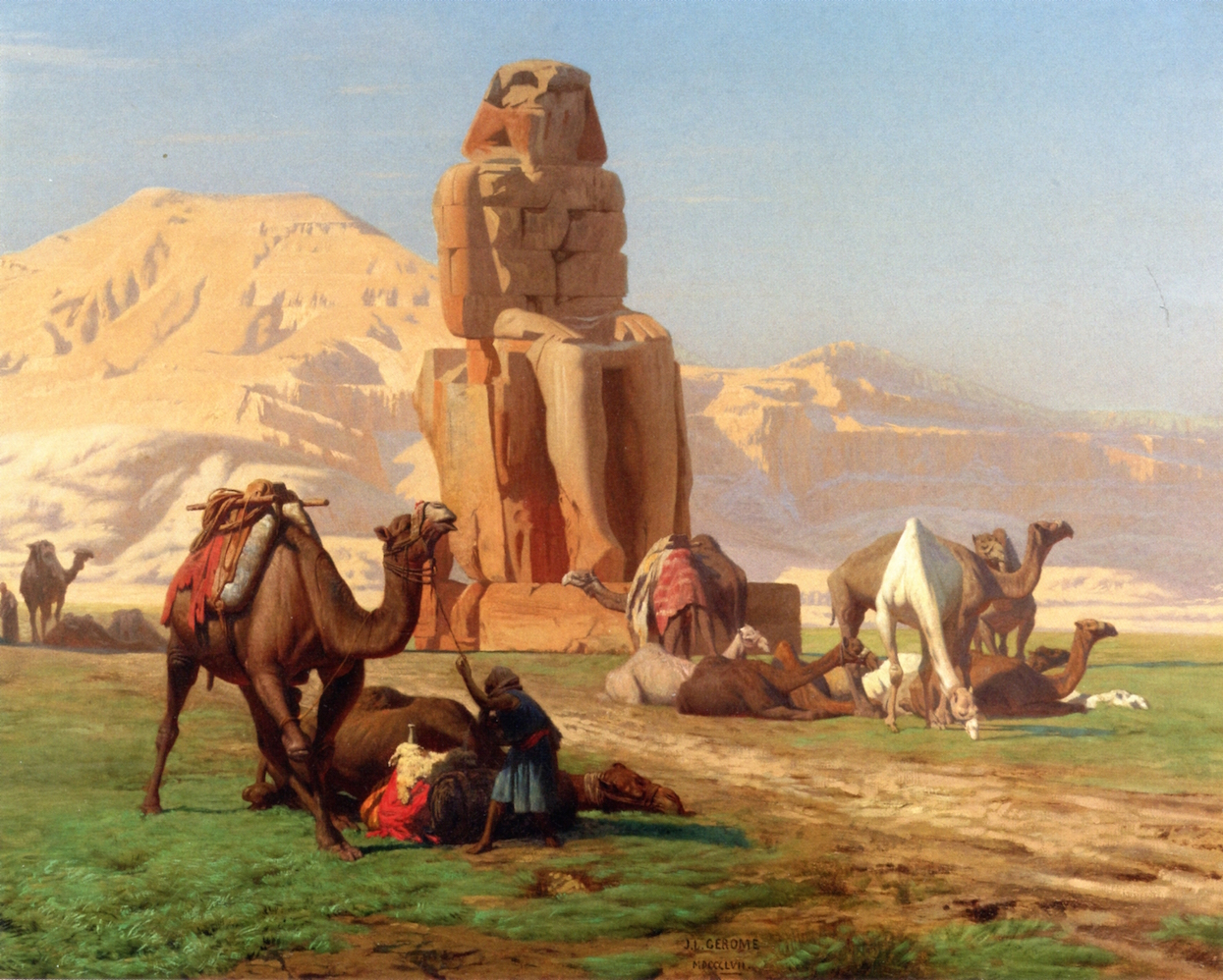
Les Colosses de Memnon.
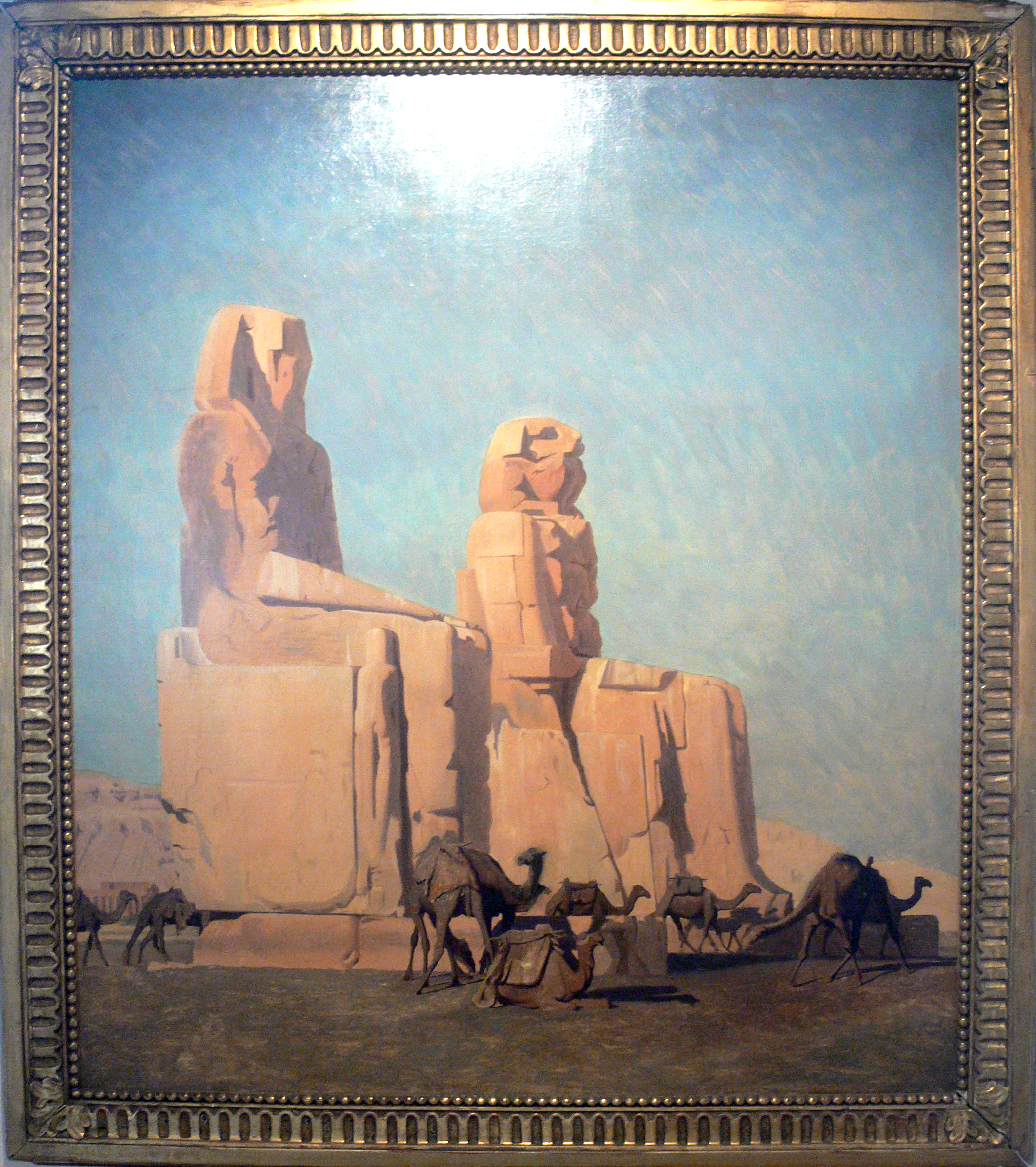
Les Colosses de Thèbes, Memnon et Sésostris.
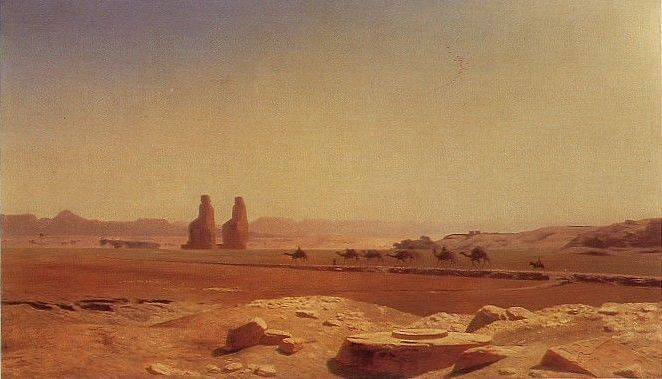
La Plaine de Thèbes en Haute-Égypte.
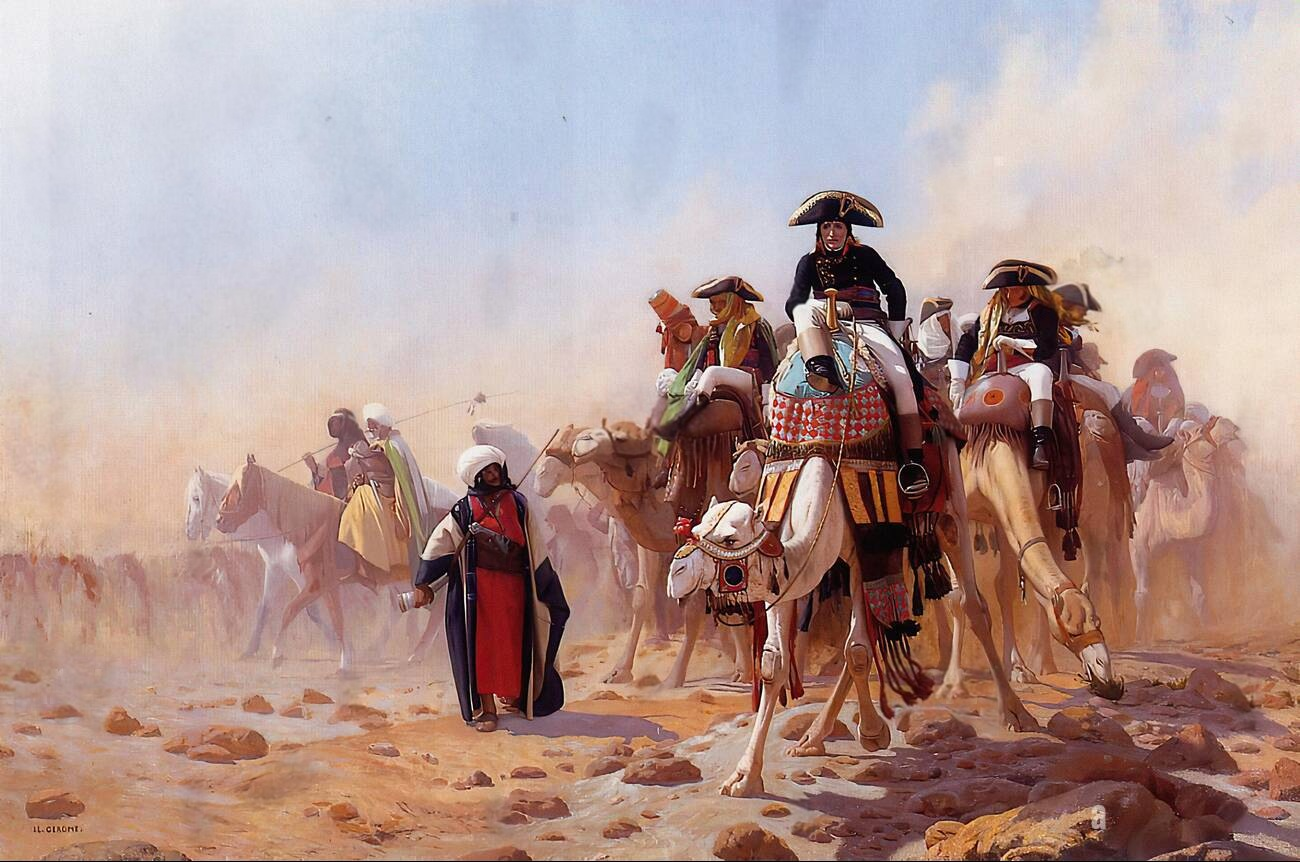
Napoléon pendant sa campagne en Égypte.